# Jill Ellis
Jillian Anne Ellis (født 6. september 1966) er en engelsk/amerikansk fodboldtræner. Hun var landstræner for USAs kvindefodboldlandshold i fem år, fra 2014 til 2019. Med holdet vandt hun to verdensmesterskaber i Canada i 2015 og i 2019 i Frankrig. Hun er pt. udviklingsdirektør for USA's fodboldforbund, med særligt fokus på ungdomslandsholdene.
Hun har også tidligere været cheftræner for diverse collegehold og har haft forskellige opgaver på fodboldlandsholdene. Hun blev dog officielt landstræner for USA i 2014, efter både at have været både assistenttræner og midlertidig træner i to omgange.
Ellis valgte i Oktober 2019 at stoppe, som landstræner, efter fem år.